# نیکولای ساکسونوف
نیکولای ساکسونوف (روسی: Николáй Николáевич Саксóнов؛ ۶ ژانویه ۱۹۲۳ – ۲ نوامبر ۲۰۱۱) وزنه‌بردار اهل روسیه بود.
وی در مسابقات کشوری و بین‌المللی در مجموع برندهٔ ۲ مدال طلا، ۲ مدال نقره شده‌است.